# Éliane Plewman
Éliane Plewman, née le 6 février 1917 à Marseille et morte le 13 septembre 1944 à Dachau, est une agente française du service secret britannique (Special Operations Executive, SOE) pendant la Seconde Guerre mondiale. Elle effectue une mission clandestine en France occupée, comme courrier du réseau MONK de Charles Skepper. Elle est arrêtée, déportée et exécutée par les Allemands.

## Biographie

### L'avant-guerre
Éliane Sophie Browne-Bartroli est née le 6 février 1917 à Marseille. Elle est la dernière des trois enfants d'Eugene Henry Browne, un fabricant anglais basé en France, et d'Elisa Francesca Bartroli, de nationalité espagnole. Ses deux frères sont : Henry Browne-Bartroli (1913-1937) et Albert Browne-Bartroli (1915-1967). Elle fréquente l’École Notre Dame de Sion à Marseille. Lorsque leurs parents se séparent, les trois enfants accompagnent leur mère à Leicester. Après ses études universitaires, Éliane Browne-Bartroli travaille à Leicester pour une entreprise d'import/export de vêtements et de tissus, George Odom Ltd.
Au déclenchement de la Seconde Guerre mondiale en 1939, Elisa Bartroli rejoint sa famille en Espagne, avec ses enfants Albert et Eliane (Henry est déjà décédé à ce moment-là). Eliane Browne-Bartroli travaille comme bénévole au Service de presse des ambassades britanniques, d'abord à Madrid puis à Lisbonne. En 1942, elle retourne au Royaume-Uni et travaille au Service de la presse espagnole du ministère de l'information britannique.

### L'engagement au SOE
Depuis 1941, le SOE recrute des femmes ayant des compétences en langues. Eliane Browne-Bartroli suit la formation du FANY (First Aid Nursing Yeomanry), dont l'intitulé sert à camoufler la réelle affectation de ses membres.
Le 28 juillet 1942, elle épouse Thomas Langford "Tom" Plewman de Lutterworth, un officier dans la Royal Artillery. Ils vivent au 14 Queen's Gate Terrace à Leicester.
À la mi-février 1943, Eliane Plewman rejoint le Special Operations Executive (SOE). Elle signe l'Official Secrets Act d'abord le 29 mars 1943 et une deuxième fois le 19 avril 1943 en tant que sous-lieutenant Auxiliary Territorial Service et commence une formation début mai 1943, pour devenir agente de terrain. Elle y apprend le maniement des armes, le combat au corps à corps, les techniques de sabotage y compris de voies ferrées, la manipulation d'explosifs, les communications radio et aussi comment survivre dans la clandestinité, adopter une nouvelle identité, un passé, une vie, sans jamais se trahir…
Eliane Plewman est parachutée en France, derrière les lignes ennemies, près de Lons le Saunier,  dans la nuit du 13 au 14 août 1943, à partir d'un bombardier spécial Handley Page Halifax Mark II du 161e Escadron de la Royal Air Force. Son nom de couverture est Eliane Jacqueline Prunier, ses noms de code, Gaby , Dean ou Madame Dupont. Après son parachutage, elle est blessée, ses contacts ont disparu et elle reste séparée de son réseau pendant un mois durant lequel on n'a pas d'information sur son activité.
Elle doit être le courrier du capitaine Charles Skepper (alias Henri Truchot), le responsable du réseau Monk du SOE pour la région de Marseille, Roquebrune et Saint-Raphaël. La mission principale du réseau Monk est de saboter les usines et les lignes de chemins de fer afin d'entraver la production de toute entreprise travaillant pour la Wehrmacht et le transport de troupes et de matériels pour les forces d'occupation. 
Henri Truchot loue un petit appartement au 8, rue Mérentié pour y établir son quartier général. La radio clandestine et l'opérateur Athur Steele sont  installés en pleine campagne, au sud de Roquebrune-sur-Argens dans la villa Cavalière de Jean Hellet et Suzanne Goute. Une des missions du courrier Eliane Prunier est d'assurer la liaison entre Marseille et Roquebrune de façon que les services du SOE soient informés des missions et opérations sur le terrain. Pour cela, elle doit effectuer de nombreux voyages entre les deux lieux très éloignés dans une camionnette équipée d'un faux convertisseur de gaz, un véhicule fonctionnant à l'essence, rare et chère et réservée à certains services prioritaires ainsi qu'à l'occupant, aurait attiré l'attention. Elle intervient également dans la réception, la dissimulation et le transport de matériel parachuté,.
Albert Browne-Brartoli, qui est alors chef du réseau Ditcher, vient inopinément visiter sa sœur et passer avec elle le réveillon du nouvel an 1944, au détriment de toutes les règles de sécurité. Il va participer avec elle et le réseau Monk au sabotage prévu par le réseau Monk de 78 locomotives dans divers entrepôts de la région, dont 32 dans le seul dépôt d'Aubagne.

### Arrestation
Le 24 mars 1944, la police allemande, accompagnée d'un agent français de la Gestapo, fait une descente à la rue Mérentié et arrête Charles Skepper, Henri Schwab et Julien Villevielle. Eliane Plewman et Arthur Steele sont arrêtés à la même adresse le lendemain, alors qu'ils viennent livrer du matériel de transmission. Avec trois membres importants du SOE arrêtés, le  réseau Monk est décapité. 
Les agents arrêtés sont détenus à la prison des Baumettes, au secret et interrogés durant trois semaines au quartier général de la Gestapo au 425 rue Paradis. Henri Schwab échappe à la torture grâce à ses relations mais pas à la déportation en Allemagne.. 
Eliane Plewman arrive le 12 mai 1944, à Karlsruhe avec sept autres agentes britanniques du SOE, Yolande Beeckman Andrée Borrel, Diana Rowden, Vera Leigh, Odette Sansom, Madeleine Damerment et Sonia Olschanezky. Elles ne se connaissent pas les unes les autres, n'ayant jamais eu à se côtoyer, ni à l'entraînement, ni sur le terrain, ni en prison.  Des huit femmes, seule Odette Sansom reviendra et pourra faire le récit de ce voyage. Pour lire ce récit, se reporter à l'article Odette Sansom, boîte déroulante intitulée Transfert en Allemagne de sept prisonnières de la section F. 
Dans la nuit du 11 au 12 septembre 1944, Eliane Plewman, 26 ans, Yolande Beekman, « Mariette » 33 ans, membre du réseau Musician et Madeleine Damerment, « Solange », 26 ans, membre du réseau Bricklayers sont placées dans un train à destination de Munich, une quatrième femme qu'elles ne connaissent pas encore, Noor Inayat Khan, « Madeleine », 30 ans, membre du réseau Physician, les rejoint. De Munich, elles gagnent Dachau à pied. Le 13 septembre, elles sont assassinées d'une balle dans la nuque et leurs corps, jetés dans un four crématoire.
Charles Milne Skepper meurt d'épuisement à Buchenwald autour du 4 avril 1944
Arthur Steele est pendu par les pieds à Buchenwald jusqu'à ce qu'il en meure le 14 septembre 1944.
Henri Schwab meurt en déportation.

### La recherche de la vérité
Le sort des membres du réseau Monk arrêtés à Marseille n'est connu que bien après la guerre.

#### Le procès
Après la guerre, un procès a lieu qui attribue la responsabilité de la trahison à Henri Bousquet, un collaborateur notoire qui a obtenu des informations par sa maîtresse qui était aussi celle de Henri Schwab. Il est condamné à mort par la Cour spéciale de justice le 19 juillet 1946 et exécuté.

#### Les défaillances du SOE
Dans son livre, Sarah Helm met en cause les services britanniques du SOE et particulièrement l'incompétence de Maurice Buckmaster qui refuse de croire que leur réseau est compromis, envoyant ainsi de nombreux agents à leur arrestation et à la mort pendant plus d'un an, malgré les avertissements des agents. Ce serait une des raisons pour lesquelles sa collaboratrice, Vera Atkins, parcourt l'Allemagne en ruine après la guerre pour retrouver la trace des agents disparus, parmi lesquels Eliane Plewman et douze autres femmes de la section F.  Elle interroge les anciens déportés, les surveillants et les gardiens,.

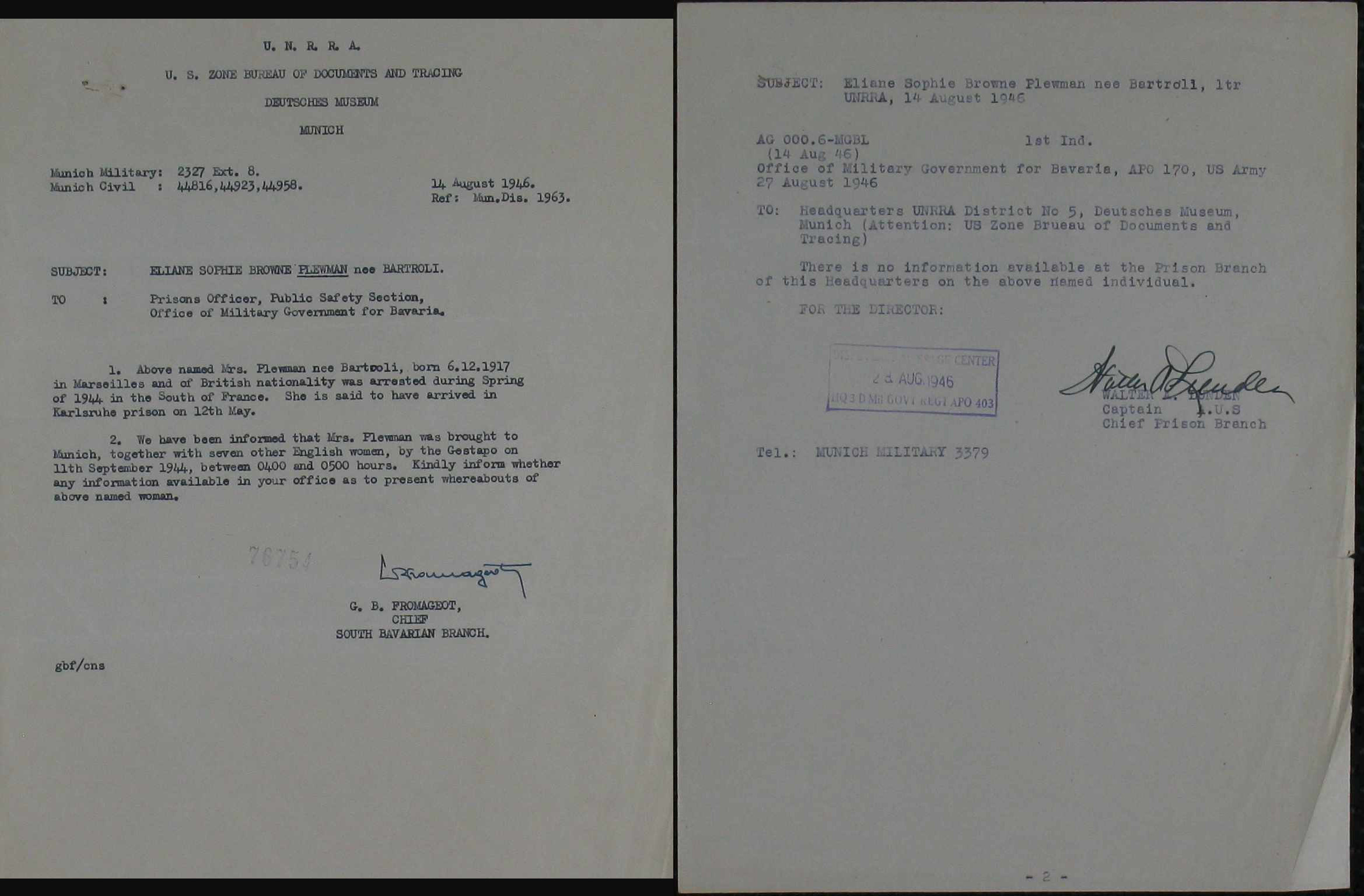
Demande d'après-guerre et rapport sur les efforts pour localiser Éliane Plewman.

## Reconnaissance

### Distinctions
- King's commendation for brave conduct (KCBC) (Royaume-Uni)[8]

- Croix de guerre 1939–1945, avec étoile de bronze[8].

### Monuments
- En tant que l'un des 104 agents de la section F morts pour la France, Éliane Plewman est honorée au mémorial de Valençay, Indre, France[8].
- Brookwood Memorial, Surrey, panneau 26, colonne 3[8].
- Une plaque commémorative se trouve sur la façade du 8, rue Mérentié, à Marseille. Elle rend hommage aux trois agents du réseau MONK (Charles Skepper, Éliane Plewman et Arthur Steele) à l’endroit où ils ont été arrêtés par la Gestapo. Cette plaque, due à l’initiative de Robert Lafont, a été dévoilée par le maire de Marseille en 1998.
- Une plaque sur le mur du crématoire de Dachau commémore le martyrs des quatre femmes [8]
- Une rue du 13e arrondissement de Marseille porte le nom d'Eliane Plewman[9].